# Џејмс Кук
Џејмс Кук (енгл. James Cook; Мартон, 7. новембар 1728 — 14. фебруар 1779) је био енглески истраживач, морепловац и картограф. Обавио је три путовања на Пацифик, тачно обележивши многа подручја и први пут забележивши неколико острва и обала на морским мапама. Његови највећи доприноси су откриће источне обале Аустралије и њено освајање у корист Велике Британије, откриће Хаваја и прво опловљавање и картографисање Њуфаундленда и Новог Зеланда.

## Детињство и младост
Џејмс Кук је рођен у скромној породици у Мартону у Северном Јоркширу, близу данашњег града Мидлсброа. Кук је био једно од петоро деце мајке Грејс и Џејмса старијег, шкотског имигранта, радника на фарми. Као дете Џејмс се с породицом преселио на фарму Ејри Холм у Грејт Ејтон, где се школовао у локалној школи (која је данас музеј), а његово образовање финансирао је очев послодавац. У 13 година почео је да ради с оцем, који је управљао фармом.
Године 1745, кад је имао 16 година, Кук је напустио кућу да би радио као калфа у једном дућану у рибарском селу Стејт. Према легенди Кук је осетио жудњу за морем гледајући га кроз излог дућана.
После годину и по дана у Стејту, власник радње (Г. Андерсон) сматрао је да Џејмс није за трговца. Одвео га је у оближњи лучки град Витби и упознао га с Џоном и Хенријем Вокером. Они су били познати локални бродовласници и Квекери, а бавили су се превозом угља. Кук се запослио као приправник поморски трговац у малој флоти која је развозила угаљ енглеском обалом. Први посао био му је на броду Freelove, и неколико година је провео на овом и другим бродићима пловећи између реке Тајн и Лондона.
Због овог посла Кук се посветио студирању алгебре, тригонометрије, поморства и астрономије, вештинама које су му биле потребне када једног дана буде командовао бродом.
Кад се окончао његов трогодишњи приправнички стаж, Кук је почео да ради на трговачким бродовима на Балтичком мору. Ускоро је напредовао кроз морнаричке рангове, да би 1752. био постављен за првог официра (задуженог за навигацију) на угљарици Friendship. Године 1755. понуђено му је да преузме команду над бродом, али он се добровољно пријавио у Британску краљевску морнарицу.
Године 1755, Краљевина Велика Британије је се наоружавала за Седмогодишњи рат. Кук је схватио да ће брже напредовати у каријери у војној служби. Међутим, то је захтевало лагано напредовање кроз морнаричку хијерархију, па је 17. јуна почео као морнар прве класе на једрењаку Eagle под командом капетана Хјуа Палисера. Ускоро је унапређен у првог официра.

## Породични живот
Кук се оженио Елизабетом Батс, кћерком једног од његових ментора, 21. децембра, 1762. Брачни пар је имао шесторо деце: Џејмса (1763—1794), Натанијела (1764—1781), Елизабет (1767—1771), Џозефа (1768—1768), Џорџа (1772—1772) и Хјуа (1776—1793). Када није био на мору, Џејмс Кук је живео у Ист Енду у Лондону. Одлазио је у цркву светог Павла у Шадвелу, где је његов син крштен.

## Почетак каријере у Краљевској морнарици
За време Седмогодишњег рата, Кук је учествовао у опсади града Квебека пре битке на Абрахамовој заравни 1759. Показао је таленат за картографију и био је задужен за снимање ушћа Сен Лорена за време опсаде, омогућивши генералу Џејмсу Вулфу да изведе свој скривени напад на Абрахамовој заравни.
Кукова геодетска вештина се показала корисном у 1760-им, када је снимио разуђене обале Њуфаундленда. Кук је снимио северни одсек 1763. и 1764, јужну обалу између полуострва Бурин и Рта Реј 1765. и 1766, а западну обалу 1767. За пет година проведених на Њуфаундленду Кук је сачинио детаљне и тачне мапе острвских обала; и помогло му да развије вештину практичне геодезије, често у неповољним условима, што је изазвало пажњу Адмиралитета и Краљевског друштва у кључном моменту како његове личне каријере тако и британских прекоморских истраживања.
Кукови значајни доприноси могу се приписати комбинацији његове изванредне вештине у морепловству, надмоћне геодетске и картографске вештине, храбрости у истраживању опасних места да би проверио чињенице (нпр. упловљавање у Антарктички поларни круг и истраживање Великог коралног гребена), способности да води људе у неповољним условима и смелости како у обиму истраживања тако и у жељи да прекорачи упутства која му је давао Адмиралитет.

## Прво путовање (1768—1771)
Године 1766, Краљевско друштво је ангажовало Кука да отпутује на Пацифик да би посматрао пролазак Венере поред Сунца. Кук је добио чин поручника и преузео команду над бродом Endeavour (Настојање). Испловио је из Енглеске 1768, обишао рт Хорн и наставио на запад преко Пацифика да би стигао на Тахити 13. априла 1769, где су посматрања требало да се обаве. Пролазак Венере је требало да се деси 3. јуна, а у међувремену је Кук изградио малу тврђаву и опсерваторију.
Астроном коме је поверен овај задатак био је Чарлс Грин, помоћник недавно постављеног краљевског астронома Невила Маскелајна. Првенствена сврха посматрања била је да се обаве мерења која би се користила за што тачније израчунавање удаљености Венере од Сунца. Ако би се ово постигло, онда би се удаљеност других познатих планета могла израчунати на основу њихових релативних орбита. На дан посматрања преласка, Кук је записао:
„Субота 3. Овај дан се показао тако повољан за нашу сврху како се само пожелети може, ни облачка на небу а ваздух је био потпуно чист, тако да смо имали све могућности какве смо пожелели у посматрању преласка планете Венере преко Сунчевог диска: врло смо јасно видели атмосферу или тамну сенку око планете која је прилично ометала мерење тачног времена контакта. Др Соландер је посматрао као и Мр Грин и ја, и наша мерења су се разликовала много више него што се могло очекивати...”
На опште разочарење, одвојена мерења Грина, Кука и Соландера разликовала су се више од предвиђене маргине грешке. Њихови апарати су били адекватни стандардима тог времена, али подаци нису могли елиминисати грешке. Када су њихови резултати касније упоређени с резултатима из других опсерваторија, које су исти догађај мериле на другим местима, чист резултат није био тако убедљив нити тачан како су се надали.
Када су посматрања завршена, Кук је испловио да изврши други задатак путовања: да истражи јужни Пацифик и покуша да пронађе знаке претпостављеног јужног континента Terra Australis. Краљевско друштво, а посебно Александер Далримпл, веровало је да континент постоји, мада је Кук имао личне сумње у овој ствари. Уз помоћ тахићанског навигатора Тупаје, који је имао богато знање о пацифичкој географији, Кук је успео да стигне до Новог Зеланда, и тако је био тек други Европљанин у историји који је то урадио (после Абела Тасмана више од столећа раније, 1642). Кук је картографисао читаву обалу Новог Зеланда, направивши само неке мање грешке. Открио је и мореуз који је одвајао Северно од Јужног острва и назвао га Куков мореуз, који Тасман није видео.
Затим је запловио на запад у намери да дође до Ван Дименове земље (данас Тасманија, коју је раније угледао Тасман) да би установио да ли је ово копно део легендарног јужног континента. Били су, међутим, принуђени да узму много севернији курс због јаких ветрова, све док једног јутра нису нису угледали копно које је Кук назвао Поинт Хикс. Кук је израчунао да Ван Дименова земља мора да лежи јужније, али откривши обалу која је ишла југозападно, записао је своју сумњу да је ово копно повезано с њом. Ова тачка је у ствари била југоисточна обала аустралијског континента, па је његова експедиција била прва позната европска експедиција која је стигла на источну обалу Аустралије. У свом дневнику, Кук је овако забележио тај догађај:
„Најјужнија тачка земље коју смо угледали, која се од нас протезала W1/4S проценио сам да лежи на ширини 38°..0' S° и дужини 211°..07' W t од гриничког меридијана. Назвао сам је Поинт Хикс, јер је поручник Хикс био први који је открио ову земљу .”
У бродском дневнику уписано је да се то десило у четвртак 19. априла, 1770. Кук, међутим, није извршио потребна подешавања када је пре тога прешао 180. меридијан географске дужине, па је стварни дан по календару био петак, 20. април. Сматра се да је земља коју су они угледали место које лежи на отприлике пола пута између данашњих градова Орбоста и Малакуте на југоисточној обали државе Викторија. Каснија снимања терена, урађена 1843, игнорисала су или занемарила ранији Куков назив овог места, која је добило име Рт Еверард. На 200-годишњицу открића, обали је званично враћено име Поинт Хикс.
Ендевор је наставио да плови према северу дуж обале, с копном на видику, па је Кук картографисао и давао имена местима крај којих је пролазио. Нешто више од недељу дана касније, прошли су поред дугачког али ниског затона, и када су стигли до њега укотвили су се на ниском рту са пешчаним динама. Овде је, 29. априла, Кук с посадом први пут крочио ногом на континент, на место које се данас зове Курнел. Кук је прво назвао залив Stingaree Bay (залив ража) јер их је ту било много; назив је касније промењен у Botanist Bay и коначно у Botany Bay по јединственим врстама које су открили ботаничари Џозеф Бенкс, Данијел Соландер и Херман Шперинг.
Неки су, нарочито Џозеф Бенкс, тврдили да је ово прво место искрцавања погодно за оснивање првог насеља и британске колонијалне предстраже. Међутим, скоро осамнаест година касније, када је капетан Артур Филип с Првом флотом дошао почетком 1788. да успостави предстражу и оснује кажњеничку колонију открио је да залив и околина не одговарају слици која им је описана. Уместо тога, Филип је наредио да се преселе у пристаниште неколико километара на север, које је Кук назвао Порт Џексон, али га није даље истраживао. У овој луци на месту које је Филип назвао Sydney Cove подигнута је насеобина Сиднеј. Насеље је неко време касније најчешће називано Ботани Беј. Научници експедиције започели су прву европску научну документацију аустралијске фауне и флоре.
За време искрцавања Кук је сусрео и аустралијске староседеоце, абориџине. Кад је брод упловио у луку, приметили су абориџине с обе стране залива. Око 2 сата поподне бацили су сидро у близини од шест до осам колиба. Два абориџина, млађи и старији човек, дошли су до брода. Одбили су Кукове поклоне. Једна мускета је опалила преко њихових глава, лакше ранивши старца, па је он побегао према колибама. Вратио се с другим људима који су почели да бацају копља на Кукове људе, али их нису повредили. Побегли су када су још две салве испаљене. Одрасли су побегли, али је Кук нашао неколико деце у колибама, и оставио неколико огрлица као знак пријатељства.
Кук је наставио путовање на север, правећи мапе обале. Када је Ендевор прелазио преко једног спруда у Великом коралном гребену, 11. јуна, 1770. догодила се несрећа. Брод је озбиљно оштећен и његово путовање је одложено за готово седам недеља док нису извршене поправке на плажи (у близини докова данашњег Куктауна), на ушћу реке Ендевор. Боравећи овде, Бенкс, Шперинг и Соландер су сакупили прве веће колекције аустралијске флоре. Сусрети посаде с локалним абориџинима били су углавном мирољубиви; од групе овде окупљене назив „kangaroo“ ће ући у енглески језик, а дошло је од локалног назива за „сивог кенгура“.
Када је оправка завршена путовање је настављено, пролазом поред најсеверније тачке – рта Кејп Јорк а затим пловидбом кроз мореуз Торес између Аустралије и Нове Гвинеје, којим је 1604. пловио Луис Ваес де Торес.
До ове тачке путовања Кук није изгубио ни једног човека од скорбута, значајно и практично нечувено постигнуће на дугим пловидбама 18. века. Поштујући политику Краљевске морнарице из 1747. Кук је терао своје људе да једу лимун, поморанџе и кисели купус. У то време се знало да лоша исхрана изазива скорбут, али се није знало да је кривац за то недостатак витамина Ц.
Кук је наставио да плови за Батавију, главни град Холандске колоније Источне Индије, због поправке брода. Батавија је била позната као жариште маларије, и пре него што су се вратили кући 1771, многи из Кукове посаде су подлегли овој и другим болестима, као што је дизентерија; међу њима су били тахићански врач Тупаја, Бенксов секретар и колега научник Финац Херман Шперинг, астроном Чарлс Грин и илустратор Сидни Паркинсон. Кук је назвао Острво Шперинг на обали Новог Зеланда у част Хермана Шперинга и његовог рада на путовању.
Endeavour, његов брод са првог путовања, позајмиће касније име спејс-шатлу Endeavour, као и реци Ендевор у Аустралији.
Кукови дневници су објављени по његовом повратку, и он је постао нека врста хероја у научним круговима. Међу обичном публиком, међутим, већи херој био је аристократски ботаничар Џозеф Бенкс. Бенкс је чак покушао да преузме команду над Куковим другим путовањем, али се повукао пре него што је путовање почело.

## Друго путовање (1772—1775)
Ускоро после повратка Кук је постављен за команданта (тачније „Master and Commander“ – господара и команданта). Још једном га је Краљевско друштво ангажовало да тражи митску Terra Australis. На свом првом путовању Кук је показао, обиласком Новог Зеланда, да он није део веће копнене масе на југу; а иако је картографисањем готово читаве источне обале Аустралије показао да се ради о великом континенту, претпостављало се да Terra Australis лежи још даље на југ. Упркос супротним доказима, Далримпл и остали из Краљевског друштва још су веровали да огроман јужни континент постоји.
Кук је на овом путовању командовао бродом , док је Тобијас Фурно командовао другим бродом, Adventure. Кукова експедиција опловила је свет на врло ниској јужној географској ширини, и била је међу првима која је прошла Антарктички поларни круг 17. јануара 1773, дошавши до 71°10' јужно. Такође је открио Јужна Џорџија и Јужна Сендвичка острва. У антарктичкој магли Resolution и Adventure су се раздвојили. Фурно је кренуо на Нови Зеланд, где је изгубио неколико људи у борби с Маорима, и касније отпловио за Британију, док је Кук наставио да истражује Антарктик.
Кук је био врло близу копна Антарктика, али се вратио назад према Тахитима да обнови залихе на броду. Поново је кренуо на југ у још једном безуспешном покушају да открије претпостављени континент. На ово путовање Кук је повео младог Тахићанина Омаја, који се показао као слабији познавалац Пацифика од Тупаје, који га је пратио на првом путовању. У повратку Кук се искрцавао на Пријатељска острва, Ускршња острва и Вануату, 1774. Његови извештаји по повратку кући нису потврдили популарни мит о Terri Australis.
Још једно достигнуће другог путовања је успешно коришћење K1 хронометра који је омогућио тачно мерење географске дужине.
По повратку, Кук је унапређен у морнарички чин капетана, а додељена му је и почасна пензија Краљевске морнарице (као официру у Гринич болници). Али Кук се није могао одвојити од мора. Циљ трећег путовања био је да се пронађе Северозападни пролаз. Кук је требало да отплови на Пацифик и да пловећи источно дође до Атлантика, док је истовремено путовање требало да се обави супротним правцем.

## Треће путовање (1776—1779)
На свом последњем путовању Кук је још једном командовао бродом , док је капетан Чарлс Кларк командовао бродом Discovery. Путовање је наводно планирано да би се Омај вратио на Тахити; тако је бар јавност веровала, пошто је Омај био омиљена атракција у Лондону. Пошто је вратио Омаја, Кук је запловио на север и 1778. постао први Европљанин који је посетио Хавајска острва, која је он назвао „Сендвичка острва“ по четвртом грофу од Сендвича, тадашњим првим лордом Адмиралитета. Постоје расправе међу савременим историчарима да се Куков долазак на данашње Велико острво Хаваји поклопио игром судбине с периодом обожавања полинезијског бога Лоноа. Заиста, облик Куковог брода Resolution (нарочито јарболи, једра и остала опрема) подсећали су на извесне артефакте који су били део церемоније обожавања. И Кукова маршрута око острва у смеру супротно од казаљки на сату пре него што се искрцао, подсећала је на процесију која се такође кретала супротно од казаљки на у обиласку острва за време прославе посвећене Лоноу. Зато су, верује се, Кука (а делом и посаду) домороци деификовали, према њему су се понашали с највећим могућим поштовањем и сматрали га инкарнацијом самог Лоноа.
Одатле је Кук отпловио на исток да истражи обалу Северне Америке, где се искрцао у близини једног села Првих народа у Јукуту у теснацу Нутка на острву Ванкувер, иако је и не знајући прошао мореузом Хуан де Фука. Он је истражио и картографисао обалу од Калифорније, па све до Беринговог мореуза, откривши успут данашњи Куков затон на Аљасци.
Берингов мореуз се показао непроходним, иако је Кук неколико пута покушавао да га прође. Кук је на овом путовању постао изузетно незадовољан, а вероватно је почео да пати и од стомачне болести; претпоставља се да је такво његово стање довело до неразумног понашања према посади, као кад их је терао да једу месо моржа, које није било за јело.
Кук се вратио на Хаваје 1779. 14. фебруара у Кеалакекуа заливу, неки Хавајци су украли неколико Кукових чамаца. Наравно, пошто је крађа била честа на Тахитију и другим острвима, хтео је да узме таоце док се украдени чамци не врате. У ствари, имао је намеру да као таоца узме поглавицу Хаваја, Каланиопу'уа. Међутим, његова стомачна болест и изузетно неразумно понашање изазвали су препирку с великом групом Хавајаца који су се окупили на плажи. У окршају је испаљено неколико хитаца на Хавајце, а Кук је претучен моткама и смртно рањен.
Верује се да је Куков повратак на Хаваје ван периода обожавања Лоноа (Makahiki) — који је био симбол мира — а у сезони рата (Tu Matauenga) вероватно пореметио равнотежу и подстакао атмосферу мржње и изазвао напад домородаца. Пошто се није разумео у грамзиву домородачку дипломатију и локална схватања, Кук је можда непажљиво допринео тензијама које су довели до његове смрти.
Поштовање које су капетану Куку указивали домороци показало се тако што су њихове поглавице и старци узели његово тело (вероватно делом због канибализма, иако таква тврдња остаје спорна), а његово месо је одвојено од костију и испечено. Неки Кукови остаци су касније враћени Британцима да би били сахрањени у мору.
Кларк је преузео експедицију и покушао још једном да прође кроз Берингов мореуз. Resolution и Discovery су се коначно вратили кући 1780. године. Кукове белешке са овог путовања довршио је капетан Џејмс Кинг.

## Кукови штићеници
Већи број млађих официра који су служили под капетаном Куком остварили су значајне каријере.
- Вилијам Блај, Куков шеф посаде, добио је команду над бродом Баунти 1787. да би отпловио на Тахите и донео хлебно дрво. Вилијам Блај је најпознатији по побуни своје посаде која га је отерала с брода 1789. (Видети: Побуна на броду Баунти). Касније је постао гувернер Новог Јужног Велса, где је такође изазвао једну побуну — једини пример оружане побуне у аустралијској историји.
- Џорџ Ванкувер, један од Кукових кадета, касније је водио експедицију до пацифичке обале Северне Америке од 1791. до 1794.
- Џорџ Диксон је пловио с Куком у трећој експедицији, а касније је командовао сопственом.

## Куково наслеђе
Једанаестогодишња путовања Џејмса Кука водама Пацифика много су допринела европском упознавању овог подручја. Неколико острва као што су Ускршње острво и Сендвичка острва (Хаваји) први пут су Европљани открили, а највећи његов допринос су много тачније навигационе карте великих подручја Пацифика.
Да би се створиле поуздане мапе требало је познавати географску ширину и дужину. Поморци су могли да израчунавају тачну ширину вековима мерењем угла сунца или звезда на хоризонту помоћу секстанта. Али дужина је била много тежа за мерење зато што је захтевала прецизно знање о временским разликама између појединих тачака на површини земље. Земља се окрене за 360 степени око своје осе за 24 часа; тачно време је 23 часа, 56 минута и 4,091 секунди. То значи да се сваки сат конвертује у око 15 степени, а 1 степен у 4 минута. Кук је открио да израчунавањем временске разлике од почетне до завршне тачке, одређене у подне, користећи положај сунца у зениту, човек може да изведе разлику у географској дужини.
Кук је извео тачна мерења географске дужине за време свог првог путовања захваљујући својој поморској вештини, помоћи астронома Чарлса Грина и коришћењем нових табела објављених у Наутичком алманаху, који је омогућио калкулације коришћењем Месеца и седам одабраних звезда. На свом другом путовању Кук је користио K1 хронометар који је направио Ларкум Кенеди, који је био величине џепног сата. Он је био копија H4 сата који је направио Џон Харисон, а то је био први сат који је показивао тачно време на мору, када је коришћен на броду Deptford's на путовању за Јамајку, 1761-1762.
Било је и неколико уметника на Куковом првом путовању. Сидни Паркинсон је направио 264 цртежа до своје смрти при крају путовања. Они су били од изузетног значаја за британске ботаничаре. У Куковом другом путовању био је Вилијам Хоџс, који је направио познате пејзаже Тахитија, Ускршњег острва и других места.
Кука су пратили бројни научници, чија су посматрања и открића била значајна. Џозеф Бенкс, ботаничар, био је на првом путовању с колегом Данијелом Соландеромом из Шведске. Они су сакупили преко 3.000 биљних врста. Бенк је био највећи заговорник насељавања Аустралије.
Страсни истраживач, Кук је био и први Европљанин који је имао бројне сусрете с разним народима Пацифика. Пловио је на многа острва близу Филипина, па чак и на мања удаљена острва јужног Пацифика. Тачно је закључио да постоје везе између свих народа Пацифика, иако су били међусобно удаљени великим морским пространствима.
Прва високошколска институција у Северном Квинсленду у Аустралији названа је по њему, а Универзитет Џејмс Кук је отворен у Таунсвилу 1970. Бројне друге институције, географски појмови и места одражавају значај Куковог доприноса географији.